# هسته‌گیر سیب
هسته‌گیر سیب (انگلیسی: Apple corer) ابزاری برای برداشتن هسته یا هسته‌های سیب است. همچنین ممکن است برای میوه‌های مشابه مانند گلابی یا به به کار رود.

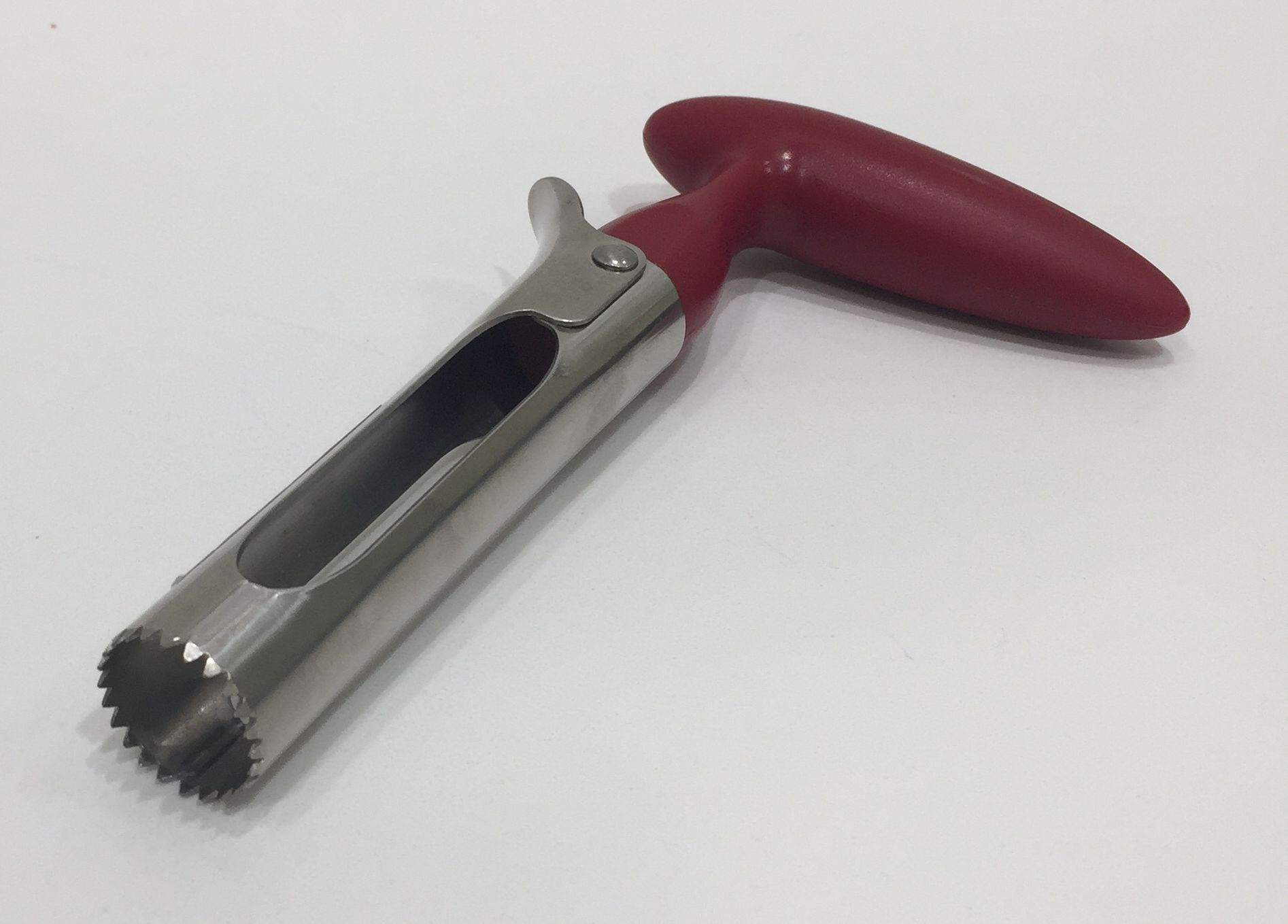
هسته‌گیر سیب